# Gymnelia ethodaea
Gymnelia ethodaea är en fjärilsart som beskrevs av Druce 1889. Gymnelia ethodaea ingår i släktet Gymnelia och familjen björnspinnare. Inga underarter finns listade i Catalogue of Life.